# Gustavo Sanhueza
Gustavo Adolfo Sanhueza Dueñas (Chillán, 10 de diciembre de 1966) es un ingeniero comercial, Contador auditor y político chileno del partido Unión Demócrata Independiente (UDI). Fue concejal por la comuna de Chillán entre 2008 y 2012, más tarde consejero regional por la Provincia de Ñuble entre 2014 y 2016, y luego como diputado por el distrito N° 19. Actualmente se desempeña como senador por la Región de Ñuble.

## Biografía
Nacido en una familia de siete hermanos, hijo de Gilberto Sanhueza Solís y María Berta Dueñas Rodríguez. Está separado y es padre de cuatro hijos.
Cursó su educación básica y media en el Colegio Padre Alberto Hurtado de Chillán, realizando sus estudios superiores en la Universidad del Bío-Bío sede Chillán, donde se titula de Ingeniero Comercial y Contador auditor.

## Carrera política
Comenzó su carrera política postulando a las elecciones de alcaldes y concejales de 2004 como candidato a concejal por la comuna de Chillán con apoyo del partido Unión Demócrata Independiente (UDI), oportunidad en la que logró 2.810 votos, equivalentes a un 4,41 %, cifra que no le permitió ser electo.
En las elecciones municipales para el período 2008 nuevamente se presentó como candidato a concejal en representación de la comuna de Chillán, obteniendo 1.882 votos equivalentes a un 2,88 % del total, cifra que permitió su elección.
En las elecciones de 2013, fue elegido Consejero Regional por la Provincia de Ñuble, Región del Biobío. Obtuvo 12 897 de votos , equivalente a 7,33 % del total. Renunció a este cargo en noviembre de 2016, plazo que exige la ley para que quienes ocupan cargos públicos, para postular en las próximas elecciones parlamentarias.
Participó en las elecciones parlamentarias de 2017 compitiendo por un escaño como diputado en representación del partido Unión Demócrata Independiente y el pacto Chile Vamos. Resultó elegido por el 19 ° Distrito, que comprende las comunas de Bulnes, Cabrero, Chillán, Chillán Viejo, Cobquecura, Coelemu, Coihueco, El Carmen, Ninhue, Ñiquén, Pemuco, Pinto, Portezuelo, Quillón, Quirihue, Ránquil, San Carlos, San Fabián, San Ignacio, San Nicolás, Trehuaco, Yumbel y Yungay con 15.636 votos correspondientes a un 8,08% del total de sufragios válidamente emitidos.

## Historial electoral

### Elecciones municipales de 2004
- Elecciones municipales de 2004, para el Concejo Municipal de Chillán [3]

(Se consideran los candidatos que resultaron elegidos para el Concejo Municipal, además de Sanhueza)

### Elecciones municipales de 2008
- Elecciones municipales de 2008, para el Concejo Municipal de Chillán [4]

(Se consideran sólo los candidatos que resultaron elegidos para el Concejo Municipal)

### Elecciones consejeros regionales de 2013
- Elecciones consejeros regionales de 2013, para el Consejo Regional del Biobío, Provincia de Ñuble [5]

(Se consideran los candidatos que resultaron elegidos)

### Elecciones parlamentarias de 2017
- Elecciones parlamentarias de 2017 a Diputado por el distrito 19 (Bulnes, Cabrero, Cobquecura, Coelemu, Ñiquén, Portezuelo, Quillón, Quirihue, Ninhue, Ránquil, San Carlos, San Fabián, San Nicolás, Treguaco, Yumbel, Chillán, Chillán Viejo, Coihueco, El Carmen, Pemuco, Pinto, San Ignacio y Yungay)[7]

### Elecciones parlamentarias de 2021
- Elecciones parlamentarias de 2021 para senador por la 16° Circunscripción, Región de Ñuble.[8]